# Collinsia probata
Collinsia probata är en spindelart som först beskrevs av O. Pickard-Cambridge 1874.  Collinsia probata ingår i släktet collinsior, och familjen täckvävarspindlar. Inga underarter finns listade i Catalogue of Life.